# Rivetina baetica
Rivetina baetica — вид богомолів роду Rivetina, поширений на півдні Європи, в Північній Африці та на Близькому Сході. Середнього розміру комаха, самці літають, крила самиці вкорочені. Оотеку відкладає в ґрунт.

## Опис
Середні богомоли, довжина тіла близько 5,5 см. Тіло буре чи жовтувате, іноді з темнобрунатними крапками. Голова приблизно однакова завдовжки та завширшки. Передньогруди явно довші за передні тазики, з глибоким овальним надтазиковим вгинанням, по краю передньої зони з дрібними зубцями. Тазики передніх ніг з 5-7 зубцями. Передні стегна міцні, з 7-11 внутрішніми та 4 зовнішніми шипами. Гомілки передніх ніг з 7-8 зовнішніми шипами та 11-12 внутрішніми. Середні та задні ноги тонкі та довгі, основний членик лапки з шипами на нижній поверхні. Крила у самців добре розвинені, кінці крил досягають кінця черевця. Крила самиць укорочені, не довше за передньоспинку. Передні крила напівпрозорі, з буруватим костальним полем, чорним анальним полем, прозорою смугою на задньому краї та двома великим світлими плямами. Задні крила матові, з кремовими жилками та вічкоподібною плямою. Церки конічні, короткі.
Субгенітальна платівка самиць з 2 шипами, пристосована для копання ґрунту при відкладці яєць.
Антени несуть 6 морфологічних типів сенсил, зокрема тактильних і ольфакторних. Відповідальні за відчуття феромонів сенсили значно більш розповсюджені в самців, ніж у самиць. Також на антенах наявні унікальні для богомолів везикулярні структури, які, ймовірно, є залозами, що синтезують феромони.

## Спосіб життя
На відміну від більшості богомолів, самиця Rivetina baetica відкладає яйця, знаходячись на поверхні ґрунту. Останнім стернітом, що має 2 шипи, вона викопує ямку, де формує оотеку, а потім рухами задніх ніг закопує її.

## Ареал
Поширені в Північній Африці, Південній Європі, на Близькому Сході та в Центральній Азії. У Європі зустрічаються в Італії, Іспанії, Греції, на Мальті, Кіпрі. В Іспанії мешкають здебільшого на узбережжі Середземного моря, хоча 2015 року виявлена популяція всередині країни. Одна знахідка відома для Португалії.

## Систематика
Цей вид був досить неакуратно описаний Карлом Петером Турнбергом у 1815 році під назвою Mantis fasciata, а потім незалежно від нього Жулем Рамбюром у 1839 році як Mantis baetica, причому опис Рамбюром богомолів обох статей був дуже якісним. Обидві назви використовувалися паралельно, допоки Ерманно Джильйо-Тос у 1916 році не впізнав у Mantis fasciata богомола Mantis baetica. Він назвав вид за принципом пріоритету Mantis fasciata, і вмістив у новий рід Eufischeriella. Проте ще 1922 року Шопар і Берлан виділили для Mantis baetica рід Rivetina, а стаття Джильйо-Тоса вийшла з друку лише 1927 року. Подальші дослідники, зокрема Борис Уваров, відмічали, що опис авторства Турнберга настільки неякісний, що жодного богомола за ним не можна точно визначити. Тому було вирішено, що назвою виду буде Rivetina baetica, а автором первинного опису — Рамбюр.
Виділяють 2 підвиди:
- R. baetica baetica Rambur, 1839 — Піренейський півострів
- R. baetica tenuidentata La Greca & Lombardo, 1982 — Північна Африка, Сицилія, Кіпр, Мальта, Близький Схід